# Smittia amura
Smittia amura är en tvåvingeart som beskrevs av Maurice Emile Marie Goetghebuer 1932. Smittia amura ingår i släktet Smittia och familjen fjädermyggor.
Artens utbredningsområde är Belgien. Inga underarter finns listade i Catalogue of Life.